# Son Jun-ho
Son Jun-ho (손준호?; Yeongdeok, 12 maggio 1992) è un calciatore sudcoreano, centrocampista del Chungnam Asan.

## Carriera

### Club
Ha giocato nella prima divisione dei campionati sudcoreano e cinese.

### Nazionale
Ha esordito in nazionale nel 2018.

## Statistiche

### Cronologia presenze e reti in nazionale
| Cronologia completa delle presenze e delle reti in nazionale ― Corea del Sud | Cronologia completa delle presenze e delle reti in nazionale ― Corea del Sud | Cronologia completa delle presenze e delle reti in nazionale ― Corea del Sud | Cronologia completa delle presenze e delle reti in nazionale ― Corea del Sud | Cronologia completa delle presenze e delle reti in nazionale ― Corea del Sud | Cronologia completa delle presenze e delle reti in nazionale ― Corea del Sud | Cronologia completa delle presenze e delle reti in nazionale ― Corea del Sud | Cronologia completa delle presenze e delle reti in nazionale ― Corea del Sud |
| Data                                                                         | Città                                                                        | In casa                                                                      | Risultato                                                                    | Ospiti                                                                       | Competizione                                                                 | Reti                                                                         | Note                                                                         |
| ---------------------------------------------------------------------------- | ---------------------------------------------------------------------------- | ---------------------------------------------------------------------------- | ---------------------------------------------------------------------------- | ---------------------------------------------------------------------------- | ---------------------------------------------------------------------------- | ---------------------------------------------------------------------------- | ---------------------------------------------------------------------------- |
| 27-1-2018                                                                    | Aksu                                                                         | Corea del Sud                                                                | 1 – 0                                                                        | Moldavia                                                                     | Amichevole                                                                   | -                                                                            | 65’                                                                          |
| 30-1-2018                                                                    | Aksu                                                                         | Corea del Sud                                                                | 2 – 2                                                                        | Giamaica                                                                     | Amichevole                                                                   | -                                                                            | 46’                                                                          |
| 3-2-2018                                                                     | Aksu                                                                         | Corea del Sud                                                                | 1 – 0                                                                        | Lettonia                                                                     | Amichevole                                                                   | -                                                                            | 90+2’                                                                        |
| 11-12-2019                                                                   | Busan                                                                        | Corea del Sud                                                                | 2 – 0                                                                        | Hong Kong                                                                    | Coppa dell'Asia orientale 2019                                               | -                                                                            |                                                                              |
| 15-12-2019                                                                   | Busan                                                                        | Corea del Sud                                                                | 1 – 0                                                                        | Cina                                                                         | Coppa dell'Asia orientale 2019                                               | -                                                                            | 75’                                                                          |
| 18-12-2019                                                                   | Busan                                                                        | Corea del Sud                                                                | 1 – 0                                                                        | Giappone                                                                     | Coppa dell'Asia orientale 2019                                               | -                                                                            |                                                                              |
| 14-11-2020                                                                   | Wiener Neustadt                                                              | Corea del Sud                                                                | 2 – 3                                                                        | Messico                                                                      | Amichevole                                                                   | -                                                                            | 74’                                                                          |
| 17-11-2020                                                                   | Maria Enzersdorf                                                             | Qatar                                                                        | 1 – 2                                                                        | Corea del Sud                                                                | Amichevole                                                                   | -                                                                            | 64’                                                                          |
| 9-6-2021                                                                     | Goyang                                                                       | Corea del Sud                                                                | 5 – 0                                                                        | Sri Lanka                                                                    | Qual. Mondiali 2022                                                          | -                                                                            | 81’                                                                          |
| 13-6-2021                                                                    | Goyang                                                                       | Corea del Sud                                                                | 2 – 1                                                                        | Libano                                                                       | Qual. Mondiali 2022                                                          | -                                                                            | 82’                                                                          |
| 2-9-2021                                                                     | Seul                                                                         | Corea del Sud                                                                | 0 – 0                                                                        | Iraq                                                                         | Qual. Mondiali 2022                                                          | -                                                                            | 38’ 46’                                                                      |
| 7-9-2021                                                                     | Suwon                                                                        | Corea del Sud                                                                | 1 – 0                                                                        | Libano                                                                       | Qual. Mondiali 2022                                                          | -                                                                            | 72’                                                                          |
| 23-9-2022                                                                    | Goyang                                                                       | Corea del Sud                                                                | 2 – 2                                                                        | Costa Rica                                                                   | Amichevole                                                                   | -                                                                            | 66’                                                                          |
| 27-9-2022                                                                    | Seul                                                                         | Corea del Sud                                                                | 1 – 0                                                                        | Camerun                                                                      | Amichevole                                                                   | -                                                                            | 72’                                                                          |
| 11-11-2022                                                                   | Hwaseong                                                                     | Corea del Sud                                                                | 1 – 0                                                                        | Islanda                                                                      | Amichevole                                                                   | -                                                                            | 46’ 71’                                                                      |
| 24-11-2022                                                                   | Al Rayyan                                                                    | Corea del Sud                                                                | 0 – 0                                                                        | Uruguay                                                                      | Mondiali 2022 - 1º turno                                                     | -                                                                            | 74’                                                                          |
| 2-12-2022                                                                    | Al Rayyan                                                                    | Corea del Sud                                                                | 2 – 1                                                                        | Portogallo                                                                   | Mondiali 2022 - 1º turno                                                     | -                                                                            | 81’                                                                          |
| 5-12-2022                                                                    | Doha                                                                         | Brasile                                                                      | 4 – 1                                                                        | Corea del Sud                                                                | Mondiali 2022 - Ottavi di finale                                             | -                                                                            | 46’                                                                          |
| 24-3-2023                                                                    | Ulsan                                                                        | Corea del Sud                                                                | 2 – 2                                                                        | Colombia                                                                     | Amichevole                                                                   | -                                                                            | 69’ 90+2’                                                                    |
| 28-3-2023                                                                    | Seul                                                                         | Corea del Sud                                                                | 1 – 2                                                                        | Uruguay                                                                      | Amichevole                                                                   | -                                                                            | 35’                                                                          |
| Totale                                                                       |                                                                              | Presenze                                                                     | 20                                                                           |                                                                              | Reti                                                                         | 0                                                                            |                                                                              |

## Palmarès

### Club

#### Competizioni nazionali
- Campionato sudcoreano: 3

Jeonbuk Hyundai: 2018, 2019, 2020
- Coppa della Corea del Sud: 1

Jeonbuk Hyundai: 2020
- Campionato cinese: 1

Shandong Taishan: 2021
- Coppa di Cina: 2

Shandong Taishan: 2021, 2022

### Nazionale
- Giochi asiatici: 1

2014
- Coppa dell'Asia orientale: 1

2019